# Gregorio Caloggero
Gregorio Caloggero Urcia (* 27. Mai 1917 in Pisco; † September 1995) war ein peruanischer Radrennfahrer.

## Sportliche Laufbahn
Caloggero war im Straßenradsport aktiv. 1936 startete er bei den Olympischen Sommerspielen in Berlin. Im olympischen Straßenrennen kam er nicht ins Ziel. Die peruanische Mannschaft mit Manuel Bacigalupo, César Peñaranda, Gregorio Caloggero und José Mazzini kam nicht in die Mannschaftswertung,